# Armonía modal
La armonía modal es la armonía que refleja la sonoridad de un modo.
En un sentido amplio, el término modo hace referencia a un ordenamiento en particular de una serie de notas, una escala. En occidente, se utiliza frecuentemente para designar las escalas de los sistemas musicales antiguos, específicamente de los modos eclesiásticos usados en el canto llano. Así, el concepto de armonía modal en este sentido, implica la polifonía y relaciones musicales de estos modos.

## Historia
Los modos eclesiásticos eran un esquema fijado por los teóricos de la Edad Media como base de las melodías de la Iglesia, utilizadas en el canto llano de carácter monofónico. Estos modos eclesiásticos o gregorianos – llamados así por el papa San Gregorio – se derivaban de las antiguas escalas griegas y del canto Bizantino. Aunque comparten algunas características, el ordenamiento era diferente, así como el sentido de las escalas.
Este sistema tuvo su apogeo en la Edad Media, y poco a poco durante el Renacimiento, algunos giros melódicos modales fueron modificándose hasta llegar al refinamiento del Sistema Tonal, que se desarrolló a partir del siglo XVI hasta el siglo XX, en lo que se conoce como periodo de la práctica común. Aunque la Tonalidad usaría solo dos de esas escalas como base para el sistema mayor-menor, algunos giros modales nunca dejaron de usarse y se adaptaron para la ampliación del contexto tonal.
Además, las escalas modales nunca desaparecerían del acervo cultural popular, pues el repertorio popular tradicional de muchos países se basa en estas sonoridades. Estas músicas ejercerían a su vez, una fuerte influencia en compositores europeos de fines del siglo XIX, como Músorgski, Dvořák, Debussy, entre otros.
De esa manera, el resurgimiento de las escalas y armonías modales a partir del siglo XX, se debe en gran parte al creciente tratamiento armónico por parte de músicos y compositores.

## Modos Modernos
Aunque algunos nombres son adaptaciones de estas escalas antiguas, la designación de los modos, desde su reutilización a finales del siglo XX, no indican un vínculo estricto con la teoría Griega, dado que presentan otro orden interválico. Así, los modos modernos occidentales aunque usan el mismo conjunto de notas, se escriben en orden ascendente y parten de cada grado de la escala mayor.

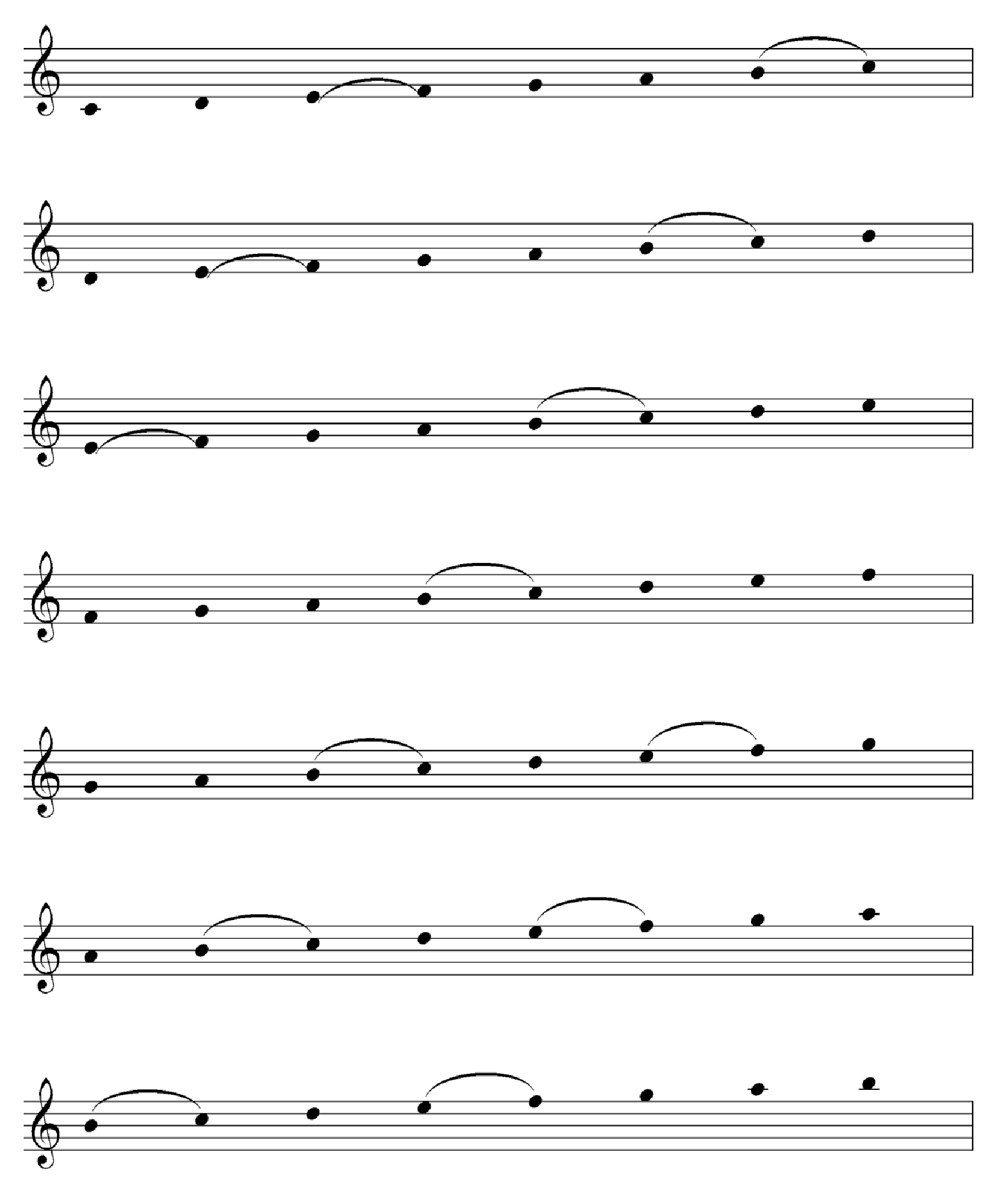
Modos Relativos a do mayor (do jónico, re dórico, mi frigio, fa lidio, sol mixolidio, la eólico y si locrio).

Otra diferencia con el antiguo sistema, radica en que en un sentido moderno, estos modos pueden transportarse a cualquier tono. De esa manera, cualquier escala puede tocarse, gracias al sistema temperado y a la transposición de notas, en cualquier tono o modo (do dórico, fa frigio, etc.).

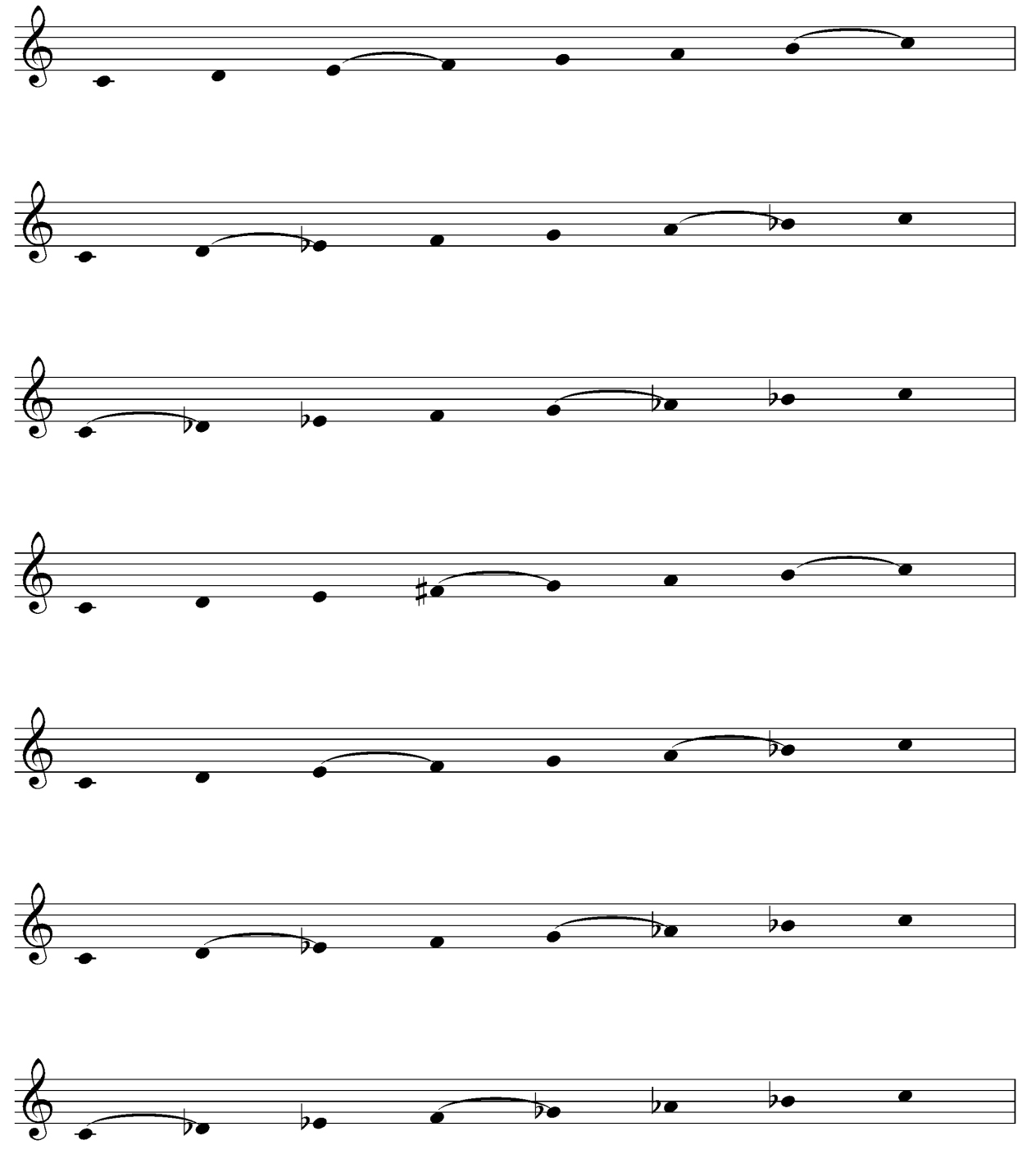
Modos Paralelos en C (C Jónico, C Dórico, C Frigio, C Lidio, C Mixolidio, C Eólico y C Locrio).

## Establecimiento
Aunque no haya un marco tonal basado en relaciones funcionales, la armonía modal puede también tener un centro, un punto de gravitación delimitado en este caso, por unas condiciones que permiten imponer el modo deseado. De esa manera, la forma más importante para definir un centro gravitacional, es la propia tónica que representa al modo (I). Esta puede estar afirmada vigorosa o sutilmente - pero siempre de manera clara - ya sea como un acorde, una nota sola, un pedal, etc.
Pero para que el modo esté representado inequívocamente, deben estar presentes todos los sonidos de la escala. Esto puede hacerse a nivel melódico o armónico. En este último caso puede ser con un complejo sonoro que contenga todas las notas, o mediante el empleo de varios acordes, que combinados cubran el espectro modal. El bajo pedal también es un recurso muy empleado para enfatizar ese centro.

## Notas características

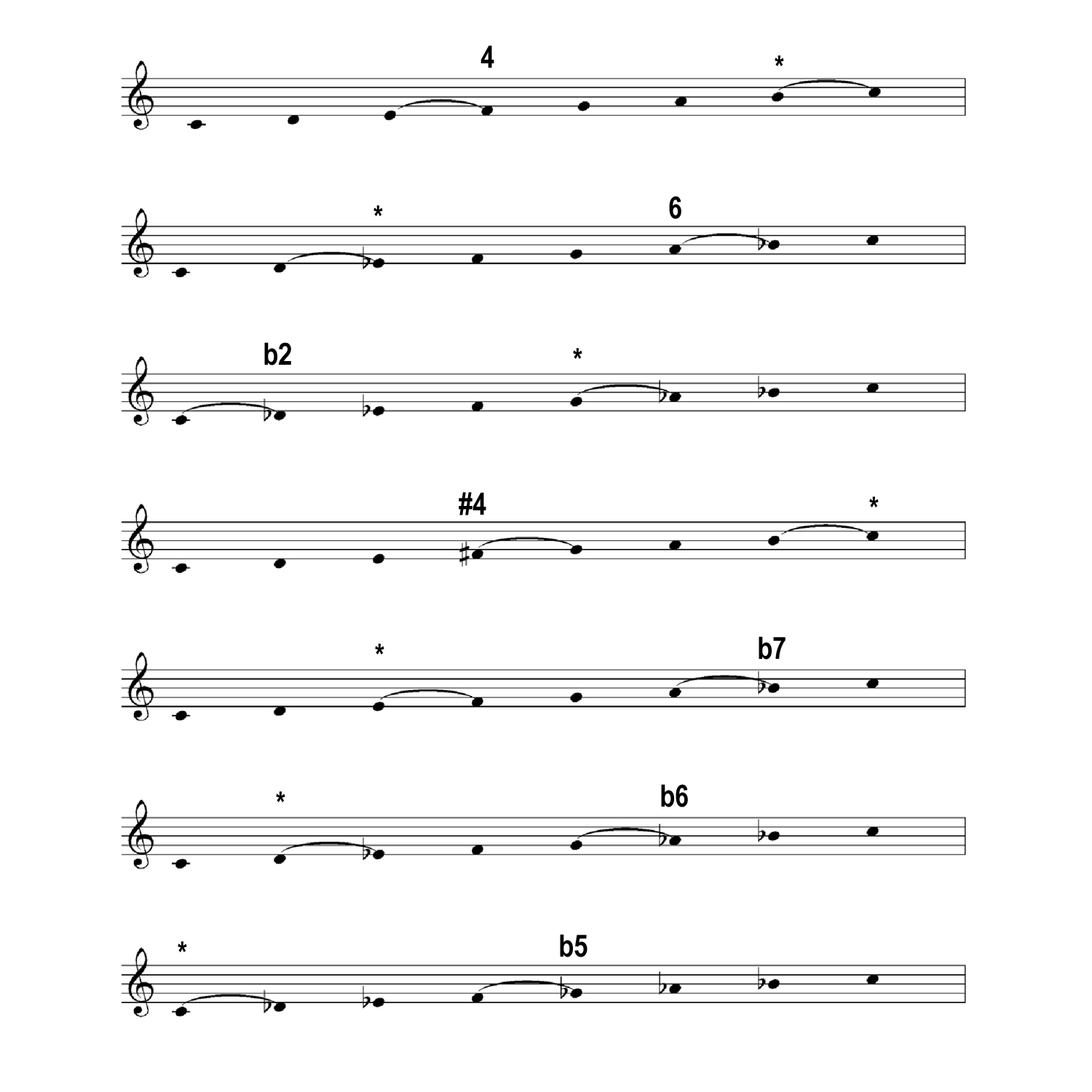
Notas Características de cada modo. Los asteriscos (*) señalan lo que algunos autores clasifican como notas características secundarias.